# Distincaleyrodes setosus
Distincaleyrodes setosus là một loài côn trùng cánh nửa trong họ Aleyrodidae, phân họ Aleyrodinae.
Distincaleyrodes setosus được Dubey & Sundararaj miêu tả khoa học đầu tiên năm 2006.